# 津地鎮祭訴訟
津地鎮祭訴訟（つじちんさいそしょう）は、三重県津市で市立体育館建設の際に行われた地鎮祭をめぐり、日本国憲法第20条に定められた政教分離原則に反するのではないかと争われた行政訴訟。

## 経緯
津市体育館建設起工式が1965年1月14日に同市船頭町の建設現場において行われた際に、市の職員が式典の進行係となり、大市神社の宮司ら4名の神職主宰のもとに神式に則って地鎮祭を行った。市長は大市神社に対して公金から挙式費用金7,663円（神職に対する報償費金4000円、供物料金3663円）の支出を行った。
これに対し、津市議会議員が地方自治法第242条の2（住民訴訟）に基づき、損害補填を求めて出訴した。

## 論点と最高裁判決
日本国憲法には、政教分離に関して以下のような条文がある。
- 「いかなる宗教団体も、国から特権を受け、又は政治上の権力を行使してはならない。」（第20条）
- 「国及びその機関は、宗教教育その他いかなる宗教的活動もしてはならない。」（第20条）
- 「公金その他の公の財産は、宗教上の組織若しくは団体の使用、便益若しくは維持のため、又は公の支配に属しない慈善、教育若しくは博愛の事業に対し、これを支出し、又はその利用に供してはならない。」（第89条）

そこで、当該地鎮祭への公金の支出がこれらの条文に反するのではないかということが論点になった。一審で原告の請求棄却、二審では原告勝訴となった。
最高裁判所は（1977年7月13日大法廷判決）
わが憲法の前記政教分離規定の基礎となり、その解釈の指導原理となる政教分離原則は、国家が宗教的に中立であることを要求するものではあるが、国家が宗教とのかかわり合いをもつことを全く許さないとするものではなく、宗教とのかかわり合いをもたらす行為の目的及び効果にかんがみ、そのかかわり合いが右の諸条件に照らし相当とされる限度を超えるものと認められる場合にこれを許さないとするものであると解すべきである。 （中略） （憲法二〇条三項の禁止する宗教的行為とは）およそ国及びその機関の活動で宗教とのかかわり合いをもつすべての行為を指すものではなく、そのかかわり合いが右にいう相当とされる限度を超えるものに限られるというべきであつて、当該行為の目的が宗教的意義をもち、その効果が宗教に対する援助、助長、促進又は圧迫、干渉等になるような行為をいうものと解すべきである。
本件起工式は、宗教とかかわり合いをもつものであることを否定しえないが、その目的は建築着工に際し土地の平安堅固、工事の無事安全を願い、社会の一般的慣習に従った儀礼を行うという専ら世俗的なものと認められ、その効果は神道を援助、助長、促進し又は他の宗教に圧迫、干渉を加えるものとは認められないのであるから、憲法二〇条三項により禁止される宗教的活動にはあたらないと解するのが、相当である。
という判決を出し、二審判決の市長敗訴部分を破棄し、原告の請求を棄却した。ここでは、いわゆる目的効果基準という判断基準を採用している。なお5裁判官の反対意見がある。

## 参考
- 最高裁判所民事判例集 第31巻4号533頁
- 津地鎮祭訴訟、上告審判決、最高裁判所　昭和46年(行ツ)第69号、昭和52年7月13日　大法廷　判決

## 関連事件
- 箕面忠魂碑違憲訴訟
- 自衛官護国神社合祀事件
- 愛媛県靖国神社玉串料訴訟